# Пиронков, Енчо
Енчо Стоев Пиронков (болг. Енчо Стоев Пиронков; 9 ноября 1932, с. Розовец, Пловдивская область, Болгария — 26 июня 2025) — болгарский живописец. Заслуженный художник Болгарии (1989).

## Биография

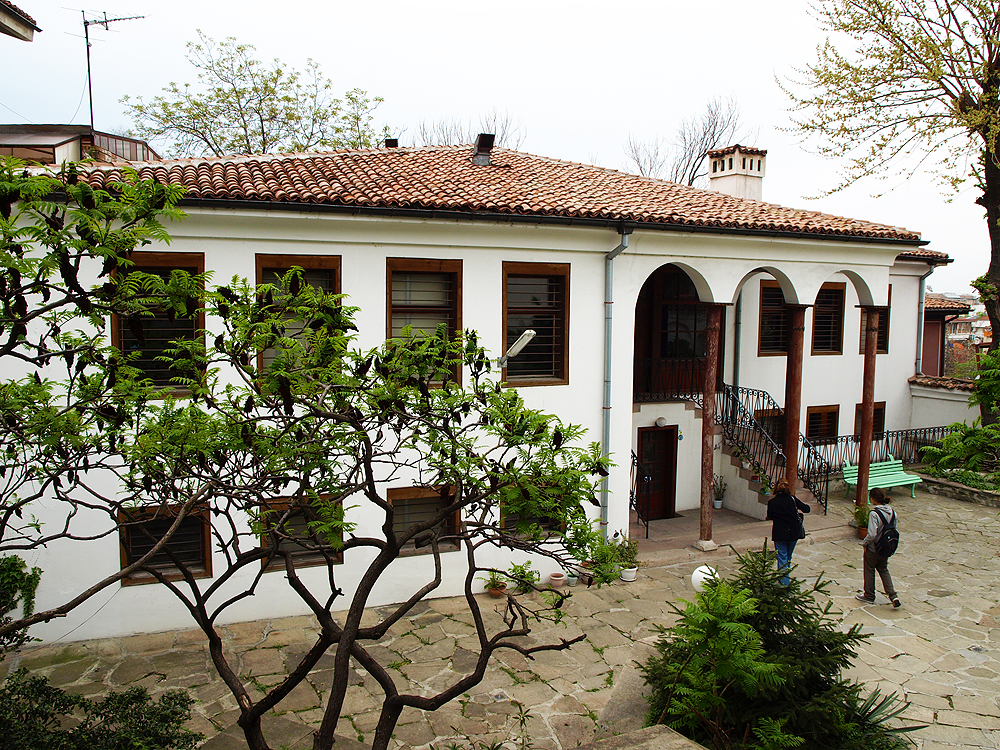
ГХГ Пловдив. Музейная экспозиция «Енчо Пиронков»

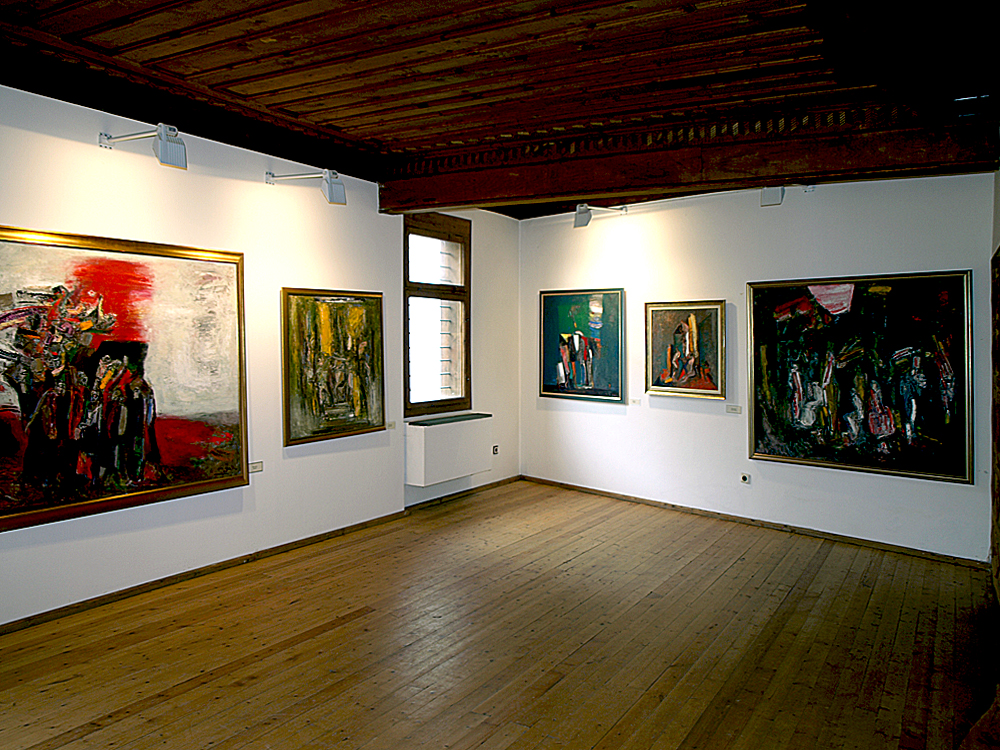
Картины Енчо Пиронкова в музейной экспозиции

Специального образования не получил. Благодаря самобытному художественному таланту, стал известен в 1961 году, после того, как выставил свои работы на Первой национальной молодёжной выставке в Софии.
Представитель, так называемой, Пловдивской художественной школы 1960-х годов. Его картины отличаются колоритом, наполнены богатством цвета, лиризмом и эмоциональностью.
Художник работает в области прикладного монументального искусства. Он автор мозаик, фресок, витражей, деревянных и металлических скульптур, сценографии. Основные темы работ художника — сельский быт болгар, виды старого Пловдива и др.
Выступил художником при съёмках фильма «Свадьба в Йоан Асен».
Е. Пиронков провёл более 10 персональных выставок на родине в Пловдиве и Софии, и за рубежом в Берлине, Болонье, Будапеште, Варшаве, Дрездене, Кёльне, Лейпциге и др.
Большинство картин находится ныне в музейной экспозиции «Енчо Пиронков» художественного музея в Пловдиве, а также в галереях и частных коллекциях Болгарии, США, Австрии, Испании, Дании, Мексики, Японии, Франции, Германии.

## Награды
- Орден «Стара планина» I степени (2013)
- Орден «Кирилл и Мефодий» III степени (1979)
- Заслуженный художник Болгарии (1989)
- Премия Союза болгарских художников (1964)